# William Stevenson (atleta)
William Stevenson (Estados Unidos, 25 de octubre de 1900-2 de abril de 1985) fue un atleta estadounidense, especialista en la prueba de 4x400 m en la que llegó a ser campeón olímpico en 1924.

## Carrera deportiva
En los JJ. OO. de París 1924 ganó la medalla de oro en los relevos de 4x400 metros, con un tiempo de 3:16.0 segundos que fue récord del mundo, llegando a meta por delante de Suecia (plata) y Reino Unido (bronce), siendo sus compañeros de equipo: Commodore Cochran, Alan Helffrich y Oliver McDonald.